# Gisela Kieselstein
Gisela Kieselstein (* 5. April 1930 in Gelsenkirchen; † 28. April 2019) war eine deutsche Puppenspielerin. Sie gründete 1963 zusammen mit ihrem Ehemann Dieter das Puppentheater Kieselstein.

## Leben
Gisela Kieselstein beschäftigte sich seit ihrer frühen Jugend mit dem Puppenspiel. Vor und während ihrer Berufsausbildung (Staatsexamen als Kindergärtnerin und Hortnerin 1953) besuchte sie Puppenspiel-Kurse bei Heinrich Maria Denneborg und später Seminare am „Deutschen Institut für Puppenspiel“. Sie konzipierte und nähte sämtliche Kostüme, textile Staffagen und Dekorationen im Puppentheater Kieselstein. Sie legte besonderen Wert auf klare, schlichte Formen und Farben. In den Stücken ihres Theaters übernahm sie vorwiegend die weiblichen Rollen und spielte Tierfiguren.
Das Ehepaar Gisela und Dieter Kieselstein gab Lehrgänge an diversen Bildungsstätten zu dem Thema Spiel und Bau von Figuren für unterschiedliche Zielgruppen.